# 贝尔纳丹·马唐
贝尔纳丹·马唐（法語：Bernardin Matam，1990年5月20日—），喀麦隆、法国男子举重运动员，2008年非洲举重锦标赛男子69公斤级铜牌得主、2013年夏季世界大学生运动会男子69公斤级银牌得主、2017年世界举重锦标赛男子69公斤级铜牌得主。